# 세제곱근
수학에서 숫자 x의 세제곱근 또는 입방근(立方根)은 y3 = x가 되는 숫자 y이다. 0이 아닌 모든 실수는 정확히 하나의 실수 세제곱근과 한 쌍의 켤레 복소수 세제곱근을 가지며, 0이 아닌 모든 복소수는 세 개의 서로 다른 복소수 세제곱근을 갖는다.

## 공식적인 정의
숫자 x의 세제곱근은 다음 방정식을 만족하는 숫자 y이다.
{\displaystyle y^{3}=x.\ }

## 같이 보기
- 거듭제곱근
- 제곱근
- 다중근호
- 1의 거듭제곱근